# Língua diveí
Diveí (ދިވެހ, divehi), maldivense ou maldivano é uma língua indo-ariana falada por mais de 300 000 pessoas na República das Maldivas. É a língua oficial tanto desse país quanto da ilha de Minicoy (Maliku), próxima à costa indiana, onde é conhecida como mahl. O diveí é intimamente relacionado ao cingalês. Muitas línguas influenciaram o diveí no decorrer do tempo, sendo a mais importante o árabe. Outras incluem tâmil, malaiala, hindi, francês, persa, português e inglês
H. C. P. Bell foi um dos primeiros a transliterar essa língua. Bell chamou a língua de dhivehi, que era mais apropriado para Maldivas, o nome do país, pois o -divas de Maldivas e a palavra dhivehi possuem a mesma raiz que é dvīp ("ilha" em sânscrito).
Wilhelm Geiger foi um linguista alemão que empreendeu a primeira pesquisa sobre a linguística do diveí no início do século XX. Ele chamou a língua de divei, sem o "h". Em 1976, quando a transliteração semioficial em alfabeto latino foi desenvolvida para a língua das Maldivas, um "h" foi adicionada ao nome da língua, mas não ao nome do país. Essa inconsistência permenece sem resolução.
A palavra atol (um anel de ilhas de corais ou recifes) vem do termo maldivo atolhu.

## Origem
O diveí é uma língua indo-ariana intimamente relacionada ao sinhala, falada no Seri Lanca. O diveí representa a língua indo-ariana mais ao sul, assim como a indo-europeia. Junto ao sinhala, o diveí representa um subgrupo especial junto às modernas línguas indo-arianas chamado indo-ariano insular.
A língua diveí, no passado, era tida como descendente da língua singalesa. Em 1969, o filologista singalês M. W. S. de Silva foi o primeiro a propor que o diveí e o singalês derivam de uma língua comum, o prácrito. Ele diz: "O elemento índico mais antigo no diveí não é resultado da divergência com a língua singalesa mas sim da separação simultânea com o singalês das línguas índicas da Índia continental". S. Fritz recentemente chegou à mesma conclusão em um estudo detalhado dessa língua. De Silva refere-se às influências dravídicas vistas na língua diveí bem como em nome de lugares na ilha. A teoria de De Silva é apoiada pela lenda do príncipe Vijaya tal como relatada no Mahavamsa, pois, nessa lenda, acredita-se que a migração dos colonizadores indo-arianos para as Maldivas e o Sri Lanka vindos do continente (Índia) pode ter se dado simultaneamente.

## Variantes da língua
Devido à extensa distribuição das ilhas, diferenças na pronunciação e no vocabulário se desenvolveram com o decorrer dos séculos. A principal variante do diveí é conhecida como Malé Bas e é baseada na variante falada na capital do país.
As variantes mais importantes da língua podem ser encontradas nos atóis no extremo sul, que são o huvadu, fua mulaku e o addu. Ligeiras variações podem ser encontradas em Haddummati e na Ilha Minicoy, esta última sendo conhecida como mahal bas. Apenas as variantes male bas e maliku bas são usadas na escrita. As outras variantes são usadas apenas oralmente, na música popular e poesia.
O moloki bas, é um dialeto do diveí que é falado pela população da ilha de Fuvahmulah. O moloki bas possui o laamu sukun (ލް), que está ausente do dialeto oficial de Malé. Esse sinal representa um "l" final sem o som de vogal, tal como a primeira letra "l" na palavra "calculadora". Outra característica dessa variante do diveí é o som "o" no final das palavras, ao invés do "u" comum nas outras formas do diveí. Ex. fanno ao invés de fannu. Relativo à pronunciação, o retroflexo "ş", que soa quase como um "r" no diveí padrão, torna-se š no moloki bas, soando como a letra árabe sheenu.
A letra naviyani (ޱ), que representa o som retroflexo "n" comum em muitas línguas índicas (sinhala, guzerate, hindi, etc.), foi abolida dos documentos oficiais em 1950 por Muhammad Amin, então governador das Maldivas. A razão pela qual essa letra em particular representando o som retroflexo foi abolida e não outras como lhaviyani, daviyani ou taviyani é desconhecida. Talvez tenha sido um mero capricho do carismático líder maldivo naquele tempo.
A antiga posição da letra naviyani no alfabeto thaana era entre as letras daviyani e zaviyani. Isso ainda é visto em reimpressões de antigos livros como o Bodu Tartheebu. Também é usada pelo povo do atol addu nas músicas escritas para escrever músicas e poesias na variante desse lugar.

## Níveis da fala
Característico da língua diveí é a forma de expressar a diferença entre classes através de três níveis: O primeiro nível, o enme maa goiy (conhecido coloquialmente como reethi bas), é usado para se referir aos membros das classes mais altas e de sangue real, mas atualmente vem sendo mais empregado pelas estações de radio e TV nacionais. Para demonstrar respeito aos mais velhos, oficiais e estrangeiros o segundo nível, maa goy é usado. As pessoas usam um nível mais informal ou terceiro nível aadhaige goiy na vida cotidiana para falarem sobre si mesmos. Mesmo um nobre ou um alto oficial não utiliza o nível mais alto para falar sobre si.
No que diz respeito às saudações, não há tradução direta do português "olá" ou "adeus" em diveí. Ao invés, os insulares cumprimentam uns aos outros com um sorriso ou simplesmente erguendo a sobrancelha perguntando "onde vai?", seguido por "para que?". Despedidas tradicionalmente não são expressas, exceto em uma conversa formal e na poesia (Lhen).

## Escritas diveís
O diveí possui sua própria escrita desde tempos antigos, provavelmente mais de dois mil anos, quando monges budistas traduziram e copiaram as escrituras budistas.
Essa escrita foi usada para se escrever a forma antiga (Evēla) do Divehi Akuru (ou Dives Akuru, "letras diveís") escrita da esquerda para a direita. O divehi akuru foi usado em todas as ilhas entre a conversão ao islamismo e o século XVIII. Essa antiga escrita também foi usada na correspondência oficial com o atol de Addu até o início dos século XX. Talvez tenham sido usadas por algumas comunidades rurais isoladas até os anos 1960, mas os últimos usuários dessa escrita morreram nos anos 90. Hoje os maldivos raramente aprendem o alfabeto diveí akuru, e o alfabeto árabe vem sendo favorecido como segundo sistema de escrita.
O diveí atualmente é escrito usando um sistema de escrita diferente, chamado thaana ou tāna, escrito da direita para a esquerda. Essa escrita é relativamente recente.
O índice de alfabetização nas Maldivas é bastante elevado (98%) comparado a outros países do Sul da Ásia. Desde os anos 60 o inglês tem sido usado na educação escolar junto ao diveí, mas o diveí continua sendo a língua usada na administração.

## Romanização do diveí
Por volta dos anos 1970, durante o governo do presidente Ibrahim Nasir, máquinas Telex foram introduzidas pelo governo maldivo na administração local. O novo equipamento foi visto como um grande avanço, no entanto o sistema de escrita local, o tāna era um grande obstáculo, pois as mensagens só podiam ser escritas em alfabeto latino.
Devido a esse fato, criou se o "dhivehi letin", uma transliteração oficial baseada no alfabeto latino aprovada pelo governo das Maldivas em 1976 e rapidamente implementada na administração. Brochuras foram impressas e despachadas para todo o atol e escritórios da ilha, bem como escolas. Isso foi visto por alguns como um golpe para o uso da escrita tāna.
Clarence Maloney, antropólogo americano que esteve nas Maldivas na época da mudança, lamentou as inconsistências do "dhivehi letin", que ignorou todos as pesquisas lingüísticas anteriores feitas por H. C. P. Bell e Wilhelm Geiger. Ele se indagou porque a transliteração índica padrão não foi considerada. A transliteração índica padrão é um sistema de escrita bem adaptado por praticamente todas as línguas do Sul da Ásia.
A escrita tāna foi estabelecida pelo governo maldivo pouco depois da tomada do poder pelo presidente Maumoon em 1978. Houve um alívio em certos lugares, especialmente em áreas rurais, onde a introdução da escrita latina era vista com suspeitas. No entanto a transcrição baseada no alfabeto latino de 1976 continua sendo largamente usada.

### Amostra de Texto
Thaana Transliterado (romanizado)
al'la'ufedhey qaanoonu asaaseege himaayaïlibigen siyaaseepaateetha' hingeynegoïtha' hamajehifaïneïnama e'qaanoonuge misaalakee alifaanroavej'jenama salaamaïvaane sidie'neï ethake'bureege imaaraathe'ge misaaleve.
Português
Uma constituição recentemente feita que nos seus termos não dá proteção aos partidos políticos equivale a um prédio de muitos andares sem saídas de incêndio (do Jornal Sandhaanu, Maldivas 15 de Agosto de 2002).